# 수원보호관찰소 평택지소
수원보호관찰소 평택지소는 수원보호관찰소의 보호관찰, 사회봉사·수강명령 집행과 판결전조사·환경조사 및 범죄예방 활동 등의 업무를 분장·수행하기 위하여 설립된 대한민국 법무부 범죄예방정책국 예하 수원보호관찰소 소속기관으로 평택지소장(5급)은 보호사무관으로 보한다. 경기도 평택시 평남로 1012 재우빌딩 3~4층에 위치하고 있다.